# Choix des élues
Choix des élues est un roman de Jean Giraudoux publié le 30 mars 1939 aux éditions Grasset.

## Éditions
- Choix des élues, éditions Grasset, 1939